# Józef Hollak (artysta)
Józef Hollak (ur. w 1890 w Jakimowicach na Wołyniu, zm. 5 czerwca 1949 w Częstochowie) – polski scenograf, grafik oraz malarz. 
Hollak był absolwentem jednaj z kijowskich szkół średnich, następnie podjął studia w Strogonowskiej Centralnej Szkole Artystyczno-Przemysłowej w Moskwie, gdzie jego nauczycielem był Stanisław Noakowski. Ukończył ją z wyróżnieniem. Niezależnie od tego uczęszczał w tym mieście do akademii rolniczej. Po uzyskaniu dyplomu został dekoratorem w moskiewskim teatrze prowadzonym przez Konstantina Stanisławskiego. Wziął udział w I wojnie światowej, pod koniec której przeszedł do cywila i w 1919 r. znalazł zatrudnienie jako scenograf w kijowskim Młodym Teatrze Polskim, pracując tam do przeprowadzki do Warszawy w 1921. Od 1925 do roku następnego miał angaż na scenografa w Teatrze Odrodzonym, a od 1930 do 1933 w stołecznym teatrze Ananas. Od 1944 mieszkał w Częstochowie, objął tam posadę scenografa oraz dyrektora artystycznego miejscowego Teatru Lalek „Chochlik”. 
Hollak zajmował się także projektowaniem wnętrz, m.in. zaprojektował pawilon na Powszechną Wystawę Krajową (Poznań, 1929) i pawilon uzdrowisk na wrocławskiej Wystawie Ziem Odzyskanych w 1948. 
Jako grafik wykonywał ilustracje dla czasopism w okresie pobytu w Kijowie w latach 1919-1921, ekslibrisy, projekty reklam oraz plakaty, przede wszystkim jednak tworzył linoryty, suchoryty oraz drzeworyty. Ich tematyką były często starówki miast (Kijowa, Wilna, Warszawy) lub zabytki. Ponadto specjalizował się w malarstwie miniaturowym. Brał udział w wystawach, m.in. Towarzystwa Zachęty Sztuk Pięknych. 
Ożenił się z aktorką Janiną Hollak. 